# Lou (Sängerin)
Marie-Luise Steinle (* 27. Oktober 1963 als Marie-Luise Hoffner in Waghäusel), bekannt unter dem Künstlernamen Lou, ist eine deutsche Musikerin, die Deutschland 2003 beim Eurovision Song Contest in Riga vertrat. Auf Theaterbühnen und im Internet tritt sie unter ihrem Geburtsnamen Lou Hoffner auf.

## Leben
Lou nahm 2001 mit dem Titel Happy Birthday-Party am deutschen Vorentscheid zum Eurovision Song Contest Countdown Grand Prix 2001 teil, wo sie den dritten Platz belegte. Mit dem Titel Let’s Get Happy, wie Happy-Birthday-Party aus der Feder von Ralph Siegel und Bernd Meinunger, gewann sie zwei Jahre später den Countdown Grand Prix 2003 und belegte anschließend beim Eurovision Song Contest 2003 in Riga den 11. Platz. Unter ihrem neuen Label Goodlife Records veröffentlichte sie die beiden Singles Dankeschön und Ich werd’ dich lieben sowie das Album Ich will leben.
Seit 2007 ist sie, vorwiegend in Deutschland, mit ihrem Schlagerprogramm unterwegs.
Von 2017 bis 2020 waren Lou Hoffner und der Schauspieler Hansi Kraus mit dem Theaterstück Love Letters in Deutschland, Österreich und der Schweiz unterwegs.
Seit 2024 ist Lou Hoffner mit dem Schauspieler Gedeon Burkhard mit dem Theaterstück Liebe, Lust und Hexenschuss auf Theatertournee.

## Privates
Am 13. Juni 2013 heiratete Lou in Reilingen ihren Manager Gerhard Steinle. Von 2023 bis 2024 war sie Mitglied der Partei Bündnis Deutschland.

## Diskografie

### PartyGang (Englisch und Deutsch)
- 1999: PartyGang Live

### Lou For You (Englisch)
- 2001: Happy Birthday Party (Single, Lou + Band)
- 2001: Sha La La La Lee (Single)
- 2003: Let’s Get Happy (Single 6 Track Foto Cover)
- 2003: Let’s Get Happy (Single 6 Track Picture Cover)
- 2003: Let’s Get Happy (Promo-Single 3 Track + Videoclip, Papp-Cover)
- 2003: Let’s Get Happy (Vinyl-Single)
- 2003: For You (Album)
- 2003: Sunshine Dancing / The Show Must Go On (Single)
- 2003: Lou Tango (Single)

### Ich will leben (Deutsch)
- 2004: Dankeschön (Single)
- 2004: Ich werd dich lieben (Ich werd dich hassen) (Single)
- 2004: Ich will leben (Album)
- 2004: Ich will leben (Promo-Single)

### Im Labyrinth der Liebe (Deutsch)
- 2009: Im Labyrinth der Liebe (Promo-Single, Demo-Version)
- 2009: Dein Bild in meinem Portemonnaie (Promo-Titel, Demo-Version)
- 2009: Heut Nacht oder nie (Promo-Titel, Demo-Version)

### Blaue Nacht (Deutsch)
- 2011 Blaue Nacht (Album)
- 2019 Blaue Nacht 2 (Album)

### Gefühl On The Rocks (Deutsch)
- 2013: Im Labyrinth der Liebe (Single)
- 2013: Heut Nacht oder nie (Download-Single)
- 2013: Special Edition Berlin 2013 (EP)
- 2013: Gefühl On The Rocks (Album)
- 2017: Kopflos durch die Nacht (Download-Single)
- 2020: Mit Tränen in den Augen ist man blind (Download-Single)
- 2020: Kriminal-Tango (mit Hansi Kraus) (Download-Single)
- 2020: Sternenstaub auf meiner Haut (Download-Single)
- 2021: Die Erde ist ein Paradies (Download-Single)
- 2021: Weihnachtsträume (Album)
- 2023: Weil ein Schmetterling nicht weinen kann (Download-Single)
- 2023: Che sara’ (Duett mit Claudio Versace) (Download-Single)